# 白山進
白山 進（しらやま すすむ、1948年9月29日 - ）は、日本の実業家。西武鉄道代表取締役前社長。

## 経歴
東京都出身。成蹊大学経済学部卒業後、1971年に西武鉄道入社。経営企画本部長、常務を経て、2008年6月から取締役専務執行役員。2010年6月、西武鉄道代表取締役社長に就任。西武ホールディングス取締役を兼任。
2012年5月退任。後任は若林久が就任。